# 中伏爾加邊疆區

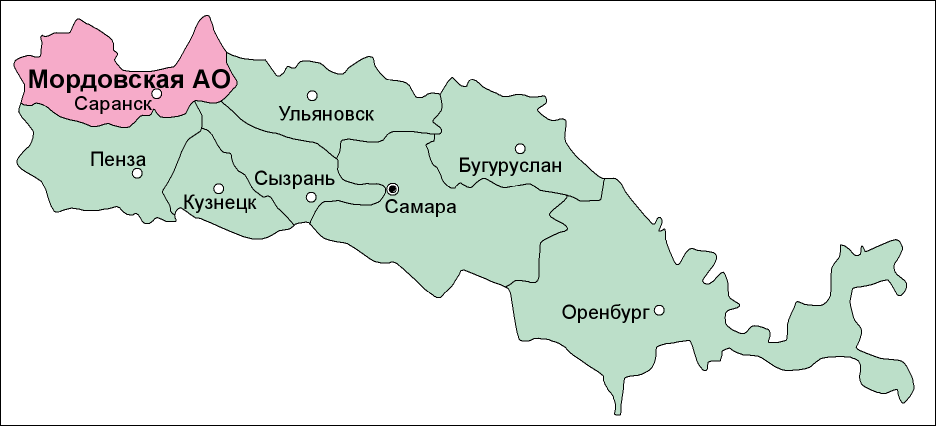
1930年的地圖

中伏爾加邊疆區（俄语：Среднево́лжский край）是蘇聯俄羅斯蘇維埃聯邦社會主義共和國歷史上的一個邊疆區，包括了原來的薩馬拉省、奧倫堡省、辛比爾斯克省、奔薩省和薩拉托夫省的一部份。因位於伏爾加河中游而得名。首府薩馬拉。
1928年5月14日設中伏爾加區，1929年10月20日改稱邊疆區。1935年1月27日改稱古比雪夫邊疆區，1936年12月5日改稱古比雪夫州。